# إيلي إيباشرا

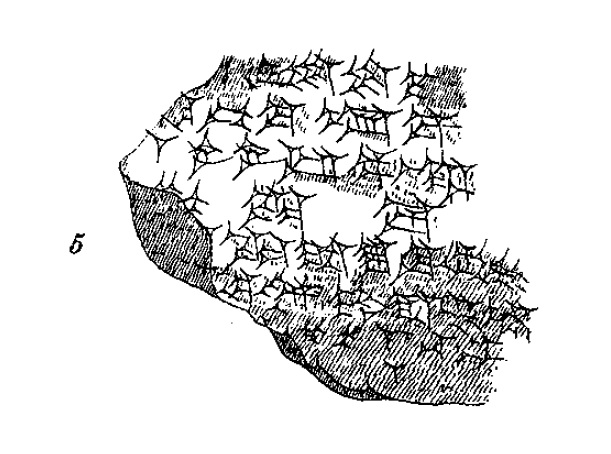
خط الفن لهوغو رادو لرسالة من إيلي إيباشرا حيث أن اسمه على السطر الثالث لإنليل كيديني ودعا إيليليا في السطر الأول حاكم نيبور.

إيلي إيباشرا ومعناه «إلهي تصالح معي» بابلي عاش في عهد كوريغالزو الأول ملك مملكة الكيشين حتى نهاية عهده في 1375 قبل الميلاد ثم أصبح حاكم دلمون وفيلكا في عهد بورنا بورياش الثاني من 1359 إلى 1333 قبل الميلاد خلفا لأوسي أنا نوري الذي كان يشهد في ختم اسطواني لحفيده أوباليسو مردوخ.